# Summer with Hope
Summer with Hope (im Deutschen auch gelegentlich Sommer mit Hoffnung) ist ein Sozialdrama von Sadaf Foroughi, das im Juli 2022 beim Internationalen Filmfestival Karlovy Vary seine Premiere feierte, wo es im Hauptwettbewerb mit dem Kristallglobus ausgezeichnet wurde. In dem kanadisch-iranischen Film bereitet sich der jugendliche Protagonist auf einen Schwimmwettbewerb vor.

## Handlung
Omid ist ein großes Schwimmtalent, und daher zieht er gemeinsam mit seiner Mutter Leili und seinem Onkel Saadi aus der iranischen Hauptstadt Teheran in eine Wohngegend in der Provinz Gilan am Ufer des Kaspischen Meeres. Während sich Leili gerade mit der Scheidung von Omids Vater herumschlägt, setzt ihr Sohn all seine Hoffnungen auf die bevorstehende Schwimmmeisterschaft. Karman, Trainer der Nationalmannschaft und Ausrichter des Ganzen, will Omids Anmeldung für den Wettbewerb jedoch nicht annehmen, weil sie zu spät erfolgte. Omid muss aber unbedingt daran teilnehmen, denn sein Vater will nicht in die Scheidung von seiner Frau einwilligen, sollte sein Sohn den Wettbewerb nicht gewinnen. Auch müsste Omid dann seinen Militärdienst antreten. 
Als sich der Schwimmlehrer Mani bereit erklärt, ihn zu trainieren, damit er noch an einem Wettbewerb teilnehmen kann, der nicht in der Halle, sondern im Meer stattfindet, stößt das gute Verhältnis zwischen den beiden jungen Männern bei den Menschen um sie herum auf Missfallen und Gerüchte entstehen, sie führten heimlich eine schwule Beziehung.

## Produktion

### Filmstab und Besetzung

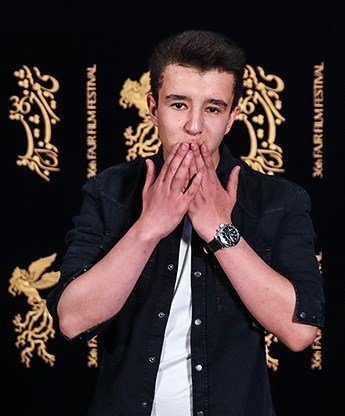
Mehdi Ghorbani spielt in der Hauptrolle Omid

Regie führte Sadaf Foroughi, die auch das Drehbuch schrieb. Es handelt sich nach Ava von 2017 um den zweiten Spielfilm der iranischen Regisseurin.
Der Nachwuchsschauspieler Mehdi Ghorbani spielt in der Titelrolle den 17-jährigen Omid, dessen Name im Film aus Farsi mit „Hoffnung“ übersetzt wird. Bekannt wurde Ghorbani durch seine Rolle des Navid in Saeed Roustayis Debütfilm Life and a Day. Leili Rashidi spielt seiner Mutter Leili. Sie spielte bereits in Ava. Alireza Kamali spielt Omids Onkel Saadi. Milad Mirzaee ist in der Rolle seines Trainers Kamran und Benyamin Peyrovani in der Rolle des Schwimmlehrers Mani zu sehen, der Omid auf den Wettkampf vorbereitet und ein Freund wird.

### Dreharbeiten
Gedreht wurde der Film in der am Kaspischen Meer gelegenen Provinz Gilan in Norden des Iran, wo der Film auch spielt. Als Kameramann fungierte Amin Jafari, der zuletzt mit Behtash Sanaeeha und Maryam Moghaddam für den Film Ballade von der weißen Kuh zusammenarbeitete. 

### Veröffentlichung
Die Premiere des Films erfolgte im Juli 2022 beim Internationalen Filmfestival Karlovy Vary. Im Oktober 2022 wird er beim Hamptons International Film Festival und beim London Film Festival gezeigt.

## Auszeichnungen
Canadian Screen Awards 2023
- Nominierung als Bester Spielfilm

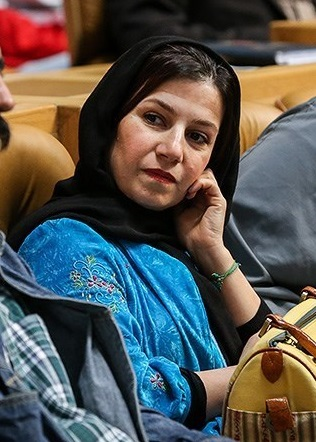
Leili Rashidi spielt Omids Mutter Leili

- Nominierung für das Beste Originaldrehbuch (Sadaf Foroughi)
- Nominierung für die Beste Nebenrolle (Leili Rashidi)[7]

Internationales Filmfestival Karlovy Vary 2022
- Auszeichnung mit dem „Kristallglobus“ im Hauptwettbewerb[8][9]

Hamptons International Film Festival 2022
- Nominierung im Narrative Competition[5]